# Марджотта, Массимо
Массимо Марджотта (исп. Massimo Margiotta, 27 июля 1977, Маракайбо) — венесуэльский и итальянский футболист, игравший на позиции нападающего. По завершении игровой карьеры — спортивный функционер.
Выступал, в частности, за клубы «Пескара» и «Виченца», а также национальную сборную Венесуэлы.

## Клубная карьера
Родился и вырос Массимо Марджотта в Венесуэле в семье итальянцев. В возрасте 15 лет перебрался в Италию в Раяно.
Во взрослом футболе дебютировал в 1994 году выступлениями за «Пескару» из Серии Б, в которой провел три сезона, приняв участие в 42 матчах чемпионата.
В 1997 году перешёл в «Козенцу» из Серии С1, где за сезон забил 19 голов в 33 матчах, благодаря чему помог команде занять первое место и выйти в Серию Б, кроме того, Массимо стал лучшим бомбардиром Серии С1 в том сезоне.
В первой половине сезона 1998/99 выступал за «Лечче», за который забил 7 голов в 19 играх Серии Б. В январе 1999 года он был продан в «Реджану», также из Серии Б. В Эмилии до конца сезона забил 10 голов в 18 матчах, благодаря чему клуб избежал вылета в Серию С1.
Летом 1999 года Марджотта стал игроком «Удинезе», в составе которого дебютировал в Серии А 19 сентября 1999 в матче против «Ювентуса» (1:4). За два сезона за фриульцев Массимо провел 38 матчей в чемпионате (7 голов), выходя в основном на замену или в матчах еврокубков, выиграв в 2000 году Кубок Интертото.
Летом 2001 года перешёл на правах соглашения совместного владения в клуб Серии Б «Виченца», в котором за сезон забил 15 голов в 33 матчах, после чего игрок был полностью выкуплен клубом, где и оставался до 2005 года, кроме небольшого периода с августа 2003 по январь 2004 года, когда игрок выступал на правах аренды за «Перуджу» в Серии А.
В начале сезона 2005/06 перешёл на правах аренды до конца сезона в «Пьяченцу» из Серии Б, где, однако, забил только четыре гола в 34 играх чемпионата.
В июле 2006 года футболист вернулся в «Виченцы», но сразу был отдан в аренду в «Фрозиноне», где он забил 11 голов в Серии Б, после чего клуб выкупил контракт игрока. Из-за расследования договорных матчей летом 2007 года футболист был отстранен от футбола до 30 ноября.
21 августа 2008 года Марджотта возвращается в «Виченцу», подписав двухлетний контракт. В своем втором приходе в клуб из Венето Марджотта сыграл в течение двух сезонов в Серии Б 58 матчей и забил 5 голов, часто выходя со скамейки запасных.
16 сентября 2010 года на правах свободного агента подписал контракт с клубом «Барлетта» с третьего по уровню дивизиона Италии, в котором и завершил профессиональную игровую карьеру в конце сезона.

## Выступления за сборные
В 1995 году дебютировал в составе юношеской сборной Италии, принял участие в 4 играх на юношеском уровне, отметившись 2 забитыми голами.
В течение 1998—2000 годов привлекался в состав молодежной сборной Италии. На молодёжном уровне сыграл в 8 официальных матчах, забил 1 гол.
В сентябре 2000 года выступал за олимпийскую сборную на футбольном турнире Олимпиады 2000 года, где итальянцы вылетели в четвертьфинале.
В 2004 году ФИФА изменила свои правила, которые позволяют футболистам сменить представлены сборные, даже после выступлений за «молодежку», если они имеют несколько гражданств. Благодаря этому 19 февраля 2004 года Марджотта дебютировал в официальных играх в составе национальной сборной Венесуэлы в товарищеском матче против сборной Австралии (1:1).
В составе сборной был участником розыгрыша Кубка Америки 2004 года в Перу, на котором сыграл в трех матчах и забил один гол.
В течение карьеры в национальной команде, которая длилась всего 2 года, провел в форме главной команды страны 11 матчей, забив 2 гола.

## Титулы и достижения

### Командные
- Обладатель Кубка Интертото (1):

«Удинезе»: 2000

### Личные
- Лучший бомбардир Серии C1): 1997-98 (19 голов, группа Б)